# Daclizumab
Daclizumab ist ein therapeutischer humanisierter monoklonaler Antikörper gegen den Interleukin-2-Rezeptor (genauer: gegen die α-Kette CD25), der ursprünglich in der immunsuppressiven Behandlung akuter Abstoßungsreaktionen nach Nierentransplantationen eingesetzt wurde. 2016 wurde das Daclizumab-Präparat Zinbryta zur Behandlung der schubförmigen Multiplen Sklerose in der EU und in den USA zugelassen. Im März 2018 wurde der Wirkstoff weltweit aufgrund schwerer unerwünschter Wirkungen vom Markt genommen.  Parallel dazu gab es auch eine entsprechende Empfehlung seitens der Europäischen Arzneimittel-Agentur (EMA). Im Mai 2018 widerrief die EMA die Zulassung und Zinbryta wurde aus Krankenhäusern und Apotheken zurückgerufen.

## Eigenschaften
Daclizumab ist ein humanisierter monoklonaler Antikörper vom Typ IgG1. Der Antikörper wird rekombinant in Zellkulturen von murinen GS-NSO-Myelomzellen produziert.

## Unerwünschte Wirkungen (Nebenwirkungen)
Im Juni 2017 startete das Pharmacovigilance Risk Assessment Committee (PRAC) der Europäischen Zulassungsbehörde (EMA) ein Verfahren, das den Tod eines mit Daclizumab behandelten Patienten aufgrund eines Leberversagens untersuchte. Hinzu kommen vier Fälle von schwerer Leberbeeinträchtigung. Während dieser Untersuchung ist die Anwendung von Daclizumab auf Patienten mit einer hoch aktiven, rezidivierenden Erkrankung beschränkt, die auf eine andere Behandlung nicht ansprechen, sowie auf Patienten mit einer sich schnell entwickelnden, rezidivierenden Erkrankung, die nicht mit anderen Medikamenten behandelt werden können. Außerdem darf das Medikament keinen Patienten mit Leberschäden gegeben werden. Das PRAC empfahl im Oktober 2017, Daclizumab mit weiteren Einschränkungen zu belegen. Um das Risiko zu reduzieren, sollten Ärzte das Medikament nur für rezidivierende Formen der Multiplen Sklerose verschreiben und auch nur dann, wenn die Patienten auf mindestens 2 andere krankheitsmodifizierende Therapien nicht ausreichend angesprochen haben und nicht mit anderen krankheitsmodifizierenden Medikamenten behandelt werden können. Vor jeder Behandlung mit Daclizumab sollte die Leberfunktion des Patienten (ALT, AST, Bilirubin) mindestens einmal monatlich überprüft werden. Nach Beendigung der Behandlung muss die Leberfunktion noch 6 Monate lang weiterbeobachtet werden. Bei Patienten mit bestehender Lebererkrankung und Patienten, deren Leberenzymwerte über dem 2-fachen der oberen Normgrenze liegen, sollte Daclizumab nicht eingesetzt werden. Auch bei Multiple-Sklerose-Patienten, die noch andere Autoimmunerkrankungen haben, rät das PRAC von der Anwendung ab.
Im März 2018 wurde der Wirkstoff aufgrund schwerer unerwünschter Wirkungen (Enzephalitis, Meningoenzephalitis), die zum Teil tödlich verliefen, vom Markt genommen. Im Mai 2018 widerrief die EMA die Zulassung.

## Geschichte
Daclizumab wurde, aufbauend auf Forschungsergebnissen der Arbeitsgruppe von Thomas Waldmann, am National Institutes of Health von dem amerikanischen Biotechnologieunternehmen PDL Biopharma entwickelt. Die Erstzulassung erfolgte im Dezember 1997 in den USA; Daclizumab war der erste humanisierte Antikörper, der von der FDA zugelassen wurde. Die Zulassung für die Europäische Union wurde im Februar 1999 erteilt. 2006 beantragte Hoffmann-La Roche bei der EU-Kommission die Rücknahme der Zulassung von Zenapax aus kommerziellen Gründen; die Entscheidung soll nicht im Zusammenhang mit Bedenken zur Sicherheit des Arzneimittels gestanden haben. Im Juni 2008 traf die EU-Kommission eine entsprechende Entscheidung mit Wirkung zum 1. Januar 2009.
Für die Entwicklung von Daclizumab zur Behandlung der Multiplen Sklerose hatte PDL Biopharma eine Allianz mit dem Biotechnologieunternehmen Biogen Idec gebildet. Bei der erneuten Zulassung  2016 unter Zinbryta wurde das Medikament als „Wunderwaffe der Neurologen“ in Fachzeitschriften betitelt. Zinbryta gewann 2017 den Preis „Das innovativste Produkt“ der Neurologen. Schnell wurden tausende MS-Patienten in Deutschland auf das neue Medikament umgestellt, von dem man sich eine Verlangsamung des Fortschreiten der chronischen Nervenerkrankung versprach. Die EMA hatte es uneingeschränkt zugelassen, so dass es auch Patienten mit leichterem Krankheitsverlauf verschrieben bekamen, während die amerikanische FDA die Verwendung nur eingeschränkt erlaubt hatte. Die EMA rechtfertigte sich damit, dass die Vorteile von Zinbryta die Risiken überwogen hätten – eine Fehleinschätzung, denn aufgrund schwerster Nebenwirkungen starben mindestens sieben Menschen und weitere sollen auf  Intensivstationen überall in Deutschland liegen. Betroffen waren vor allem deutsche Patienten, von denen mehr als 2890 Patienten im ersten Jahr nach der Wiederzulassung umgestellt wurden (im restlichen Europa waren es nur 400). Biogen soll im Marketing vorschnellen Optimismus verbreitet haben, bereits in den Zulassungsstudien sollen schwere Nebenwirkungen und sogar Todesfälle aufgetreten sein, die der Hersteller nicht in Verbindung mit dem Medikament brachte.
Im März 2018 wurde der Wirkstoff aufgrund der schweren unerwünschter Wirkungen (Enzephalitis, Meningoenzephalitis), die zum Teil tödlich verliefen, vom Markt genommen.

## Handelsnamen
- Zenapax (2009 vom Markt genommen)
- Zinbryta (2018 vom Markt genommen)